# الأورمان (الدقهلية)
قرية الاورمان هي إحدى القرى التابعة لمركز السنبلاوين في محافظة الدقهلية في جمهورية مصر العربية. حسب إحصاءات سنة 2006، بلغ إجمالي السكان في الاورمان 6008 نسمة، منهم 3016 رجل و2992 امرأة.